# Lasarte-Oria
Lasarte-Oria es un municipio español de la provincia de Guipúzcoa, comunidad autónoma del País Vasco, situada a escasa distancia de la capital guipuzcoana, San Sebastián. Cuenta con una población de 19 312 habitantes (INE 2024).
Lasarte-Oria es un municipio de nueva creación, constituido por las Juntas Generales de Guipúzcoa en norma foral 1/1986 en sesión celebrada el 31 de enero de 1986 y en cuya parte dispositiva primera decía "Aprobar las segregaciones de los términos Municipales de Andoáin, Hernani y Urnieta, que figuran en los acuerdos adoptados por sus respectivos Ayuntamientos para constituir un nuevo municipio con la denominación de Lasarte-Oria". La sesión de constitución de la comisión gestora del nuevo municipio se realizó el 15 de febrero de 1986, siendo esta la fecha que, tradicionalmente, se da como fecha de creación de Lasarte-Oria.

## Toponimia
El municipio se denomina oficialmente Lasarte-Oria desde su fundación en 1986. La denominación compuesta hace referencia a los dos núcleos históricos que componen el municipio: el de Lasarte, que era un barrio situado en la confluencia de los términos municipales de Hernani y Urnieta; y el de Oria, que pertenecía a Urnieta y a Andoáin, y de cuya fusión surgió el actual municipio. Cuando se creó el municipio a mediados de la década de 1980, ambos barrios históricos habían crecido ya hasta unirse en un continuo urbano, que a su vez estaba separado y claramente diferenciado de los núcleos centrales de los municipios a los que pertenecía.
Según Manuel de Lekuona el nombre de Lasarte quiere decir etimológicamente 'lugar situado entre arroyos' (provendría del vasco lats arte). Existen varios lugares llamados Lasarte en el País Vasco. Además del más conocido, que es este Lasarte-Oria de Guipúzcoa, hay un pequeño pueblo perteneciente al municipio de Vitoria que se llama también Lasarte, así como un barrio de Yurre en Vizcaya del mismo nombre. No hay unanimidad en cuanto al origen del nombre. Podría tratarse de un nombre descriptivo, aunque los arroyos a los que haría referencia el nombre no resultan obvios; o bien podría derivar del nombre de la familia Lasarte (y no viceversa), cuya casa-torre estuvo asentada en este lugar. El escudo de esta familia es el que se tomó como escudo municipal. 
Por otro lado el nombre de Oria deriva directamente del nombre del río Oria, en cuyas orillas se sitúa este núcleo (Oria era el barrio de Urnieta situado junto a dicho río, mientras que el pueblo se encontraba en el vecino valle del Urumea).
Es erróneo utilizar el término Lasarte para referirse al municipio de Lasarte-Oria. A su vez es confuso al ser Lasarte un municipio de Álava y sobre todo discriminatorio al dejar fuera a los habitantes del núcleo de Oria.
El gentilicio para los habitantes del núcleo de Lasarte es lasartearras. Para los habitantes del núcleo de Oria es oriatarras. El gentilicio para referirse a todos los habitantes de Lasarte-Oria es el de lasarteoriatarras (este es, sin embargo, un neologismo que no está todavía reconocido por la Real Academia de la Lengua Vasca.

## Geografía

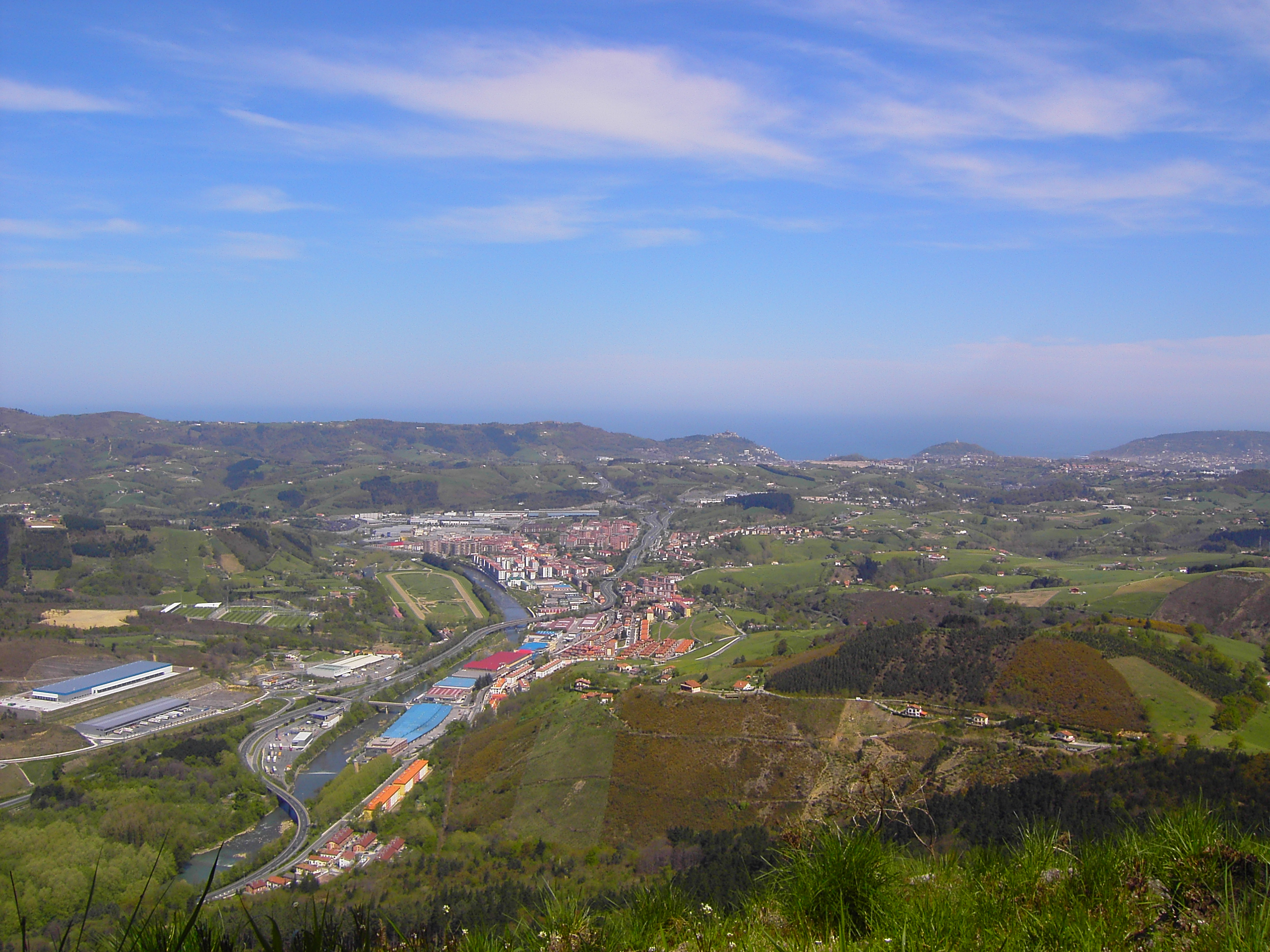
Vista panorámica desde la cima del monte Buruntza. En el centro de la imagen se ve Lasarte-Oria, el río Oria hace de límite de la localidad por el oeste. En primer plano se ve el núcleo de Oria. Al fondo, el mar

Integrado en la comarca de Donostialdea, se sitúa a sólo 8 kilómetros de San Sebastián. El término municipal está atravesado por la autovía del Norte N-I entre los pK 450 y 454. Esta autovía se desdobla a la salida del municipio en las carreteras GI-11, que permite el acceso a la carretera GI-20, y la GI-21, que se dirige a San Sebastián. Además, por el territorio pasan las autopistas de peaje AP-8 (se dirige hacia Bilbao) y la AP-1 (se dirige hacia Irún), así como la carretera nacional N-634, que permite la comunicación con Zarauz. 
El municipio de Lasarte-Oria ocupa terrenos de la margen derecha del río Oria en su curso medio-bajo a unos pocos kilómetros de la costa. El tercio oeste del municipio está totalmente urbanizado, ocupando toda la vega del río. Los dos tercios orientales son de pastizales y plantaciones de coníferas con alturas medias que superan los 200 metros de altura. La altitud del municipio oscila entre los 250 metros al sur del territorio y los 14 metros en la ribera del río Oria. El pueblo se alza a 20 metros sobre el nivel del mar. 
| Noroeste: Usúrbil                 | Norte: San Sebastián | Nordeste: Hernani       |
| Oeste: San Sebastián (exclave)    |                      | Este: Hernani y Urnieta |
| Suroeste: San Sebastián (exclave) | Sur: Andoáin         | Sureste: Urnieta        |

Está comunicado con la capital donostiarra mediante una línea de tren de cercanías de Euskotren y por la línea regular de autobuses Tolosa-San Sebastián.

### Núcleos de población
Lasarte-Oria surgió de dos núcleos diferenciados llamados respectivamente Lasarte y Oria. El primero se encontraba justo en el límite de los municipios de San Sebastián, Usúrbil, Hernani y Urnieta; mientras que el segundo pertenecía a Urnieta y a Andoáin. El crecimiento y desarrollo de ambos núcleos durante el siglo XIX y XX ha sido desigual y ha estado vinculado al desarrollo industrial, destacándose en ese periodo la instalación de las empresas Hilados y Tejidos de Oria (1848), que impulsa el desarrollo de Oria y Michelin (1934) que impulsa el desarrollo de Lasarte. Hoy por hoy ambos núcleos forman un único pueblo.

### Barrios
El INE distingue los siguientes núcleos de población en el municipio.
- Lasarte: 12 868 hab.
- Oria: 1036 hab.
- Atsobakar: 1433 hab.
- Larrekoetxe: 756 hab.
- Oztaran: 1931 hab.
- Zabaleta: 1517 hab.
- Zatarain: 399 hab.

Todos los núcleos cuentan con un total de 18 949 habitantes (INE 2022)

### Localidades limítrofes
Por el oeste el río Oria hace de frontera con el enclave donostiarra de Zubieta; por el noroeste los límites son con el municipio de Usúrbil. Al norte limita con San Sebastián. Al este con Hernani y Urnieta y al sur con Andoáin.

## Historia
Lasarte parece surgir en algún momento de la Edad Media como un poblado medieval situado en una confluencia de caminos de relativa importancia vinculados al Camino de Santiago. En ese primitivo poblado, que ocupaba aproximadamente el centro del actual municipio, confluían el camino que a través de Irún, Astigarraga y Hernani llegaba de Francia y el que a través de Urnieta venía de Navarra. De Lasarte partía otro camino que continuaba hacia el interior a través del monte Andatza y Azpeitia. Este poblado se situaba en torno a la antigua ermita de San Pedro, sobre la que se construyó la actual iglesia parroquial. En el poblado se encontraba la casa-torre de los Lasarte (más tarde conocida como Oquendo) y varias casas solariegas más. La casa-torre que dio nombre al pueblo perduraría hasta el siglo XIX.
Cuando en 1180 el rey navarro Sancho el Sabio funda la villa de San Sebastián y le otorga su fuero, Lasarte se encuentra entre las poblaciones que quedan englobadas dentro de la jurisdicción de la nueva villa. En los siglos posteriores se irían creando nuevas villas en la comarca que se van independizando de San Sebastián; en 1371 se funda la villa de Usúrbil y poco después, hacia 1380 lo hace Hernani. Lasarte no correrá la misma suerte sino que quedará como un barrio de Hernani situado cerca de los límites de esta villa con Usúrbil y San Sebastián. El panorama se completará en 1615 con la creación de la villa de Urnieta, a partir de territorios adscritos anteriormente a Hernani, San Sebastián y a la Alcaldía Mayor de Aiztondo, cuyo término se extenderá también hasta las inmediaciones de Lasarte.
La posición de Lasarte-Oria en el punto donde confluían los términos de Hernani, Urnieta, Andoáin, San Sebastián y Usúrbil y el crecimiento de Lasarte-Oria, especialmente en el siglo XX propiciará su extensión fuera del término municipal de Hernani; adentrándose en los de San Sebastián y Usúrbil, pero especialmente en el de Urnieta; lo que le granjeará el apelativo de pueblo dividido entre 5 municipios.
En 1736 Hernani dispuso que Lasarte contara con alcalde pedáneo, cárcel y escuela. Durante el siglo XIX fue campamento de la caballería británica en la Guerra de la Independencia y la población fue saqueada durante las guerras carlistas. En 1860 Lasarte contaba 583 habitantes, de los cuales 450 eran vecinos de la villa de Hernani y el resto de Urnieta.
En 1916 se inaugura en la orilla oeste del río y casi frente a Lasarte, el hipódromo municipal de San Sebastián, conocido también como Hipódromo de Lasarte, uno de los tres hipódromos existentes en España, donde se celebran tradicionalmente las carreras de caballos de la temporada de verano. Este hipódromo estuvo ligado a la edad de oro del turismo donostiarra y a la alta sociedad, y aunque su importancia social ha decaído con el tiempo su actividad sigue manteniéndose de forma ininterrumpida hasta la actualidad con bastante éxito.
El hipódromo se sitúa dentro del término municipal de San Sebastián. Sin embargo su cercanía a Lasarte-Oria ha hecho que influya en la cultura e historia lasarteoriatarras. Aquí es donde se celebra también el Cross Internacional de San Sebastián.
En la década de 1930 se inaugura en las cercanías de Lasarte (a caballo entre los municipios de Hernani y Usúrbil) una factoría de la empresa francesa de neumáticos Michelin. La fábrica se convertirá en uno de los principales centros industriales de la comarca, en el lugar de trabajo de numerosos lasarteoriatarras y contribuirá en gran medida al crecimiento desmesurado de Lasarte-Oria tras la Guerra Civil.
Oria es el otro núcleo de población histórico que ha constituido este municipio. Su nombre deriva directamente del nombre del río. Oria se encuentra al sur de Lasarte, justo donde termina la zona de vega del río Oria antes de que el río se encajone aguas arriba. Se trataba de un barrio rural de escasa importancia que formó parte de la Alcaldía Mayor de Aiztondo y luego desde 1615 de la villa de Urnieta. Su importancia aumentó cuando en 1848 se instaló aquí la fábrica de hilados y tejidos de Brunet y Cía. La fábrica alcanzaría gran importancia llegando a finales del siglo XIX a emplear más de 400 trabajadores. Oria creció como un poblado industrial de casas obreras para alojar a los trabajadores de la citada factoría y a sus familias. Sociológicamente se convirtió en un feudo obrerista y comunista lo que le valió el apodo de la Pequeña Rusia. Las casas obreras del siglo XIX fueron demolidas por estado ruinoso, si bien las que se construyeron recientemente -bajo protección oficial- sobre las anteriores conservan cierto estilo que recuerda a aquellas casas obreras.
Durante las décadas de 1950, 1960 y 1970 la población de Lasarte-Oria creció enormemente, principalmente debido a una fuerte inmigración procedente de fuera del País Vasco. La industria asentada en el lugar (Michelin, Hilaturas y Tejidos del Oria, ATC, Bianchi) y la cercanía a San Sebastián actuaron como imanes. A partir de mediados de la década de 1970 la crisis económica detuvo ese flujo migratorio. Debido a esa fuerte inmigración se crearon las condiciones sociológicas de la actual población lasarteoriatarra.
El crecimiento de Lasarte-Oria desbordó ampliamente el término de Hernani y se extendió por Urnieta hacia el sur llegando a unir en un continuo urbano Lasarte y Oria.
El hecho de no constituir un municipio suponía importantes problemas a los habitantes, debiendo desplazarse sus habitantes a Hernani o Urnieta para realizar los trámites municipales, había carencia de infraestructuras básicas ya que se encontraban ubicadas en las cabeceras de los municipios a km de distancia y existían los típicos problemas de descoordinación inherentes a la pertenencia del mismo núcleo urbano a varias entidades administrativas.

### Creación del municipio de Lasarte-Oria
En 1976 se crea una Gestora Pro-Municipio de Lasarte-Oria con una amplia base popular buscando la viabilidad del nuevo proyecto municipal, recogiendo más de 5000 firmas pidiendo un municipio propio. Tras las primeras elecciones municipales democráticas de 1979 se constituyó el Ayuntamiento Provisional de Lasarte-Oria, compuesto por aquellos concejales electos de Hernani y Urnieta que residían en Lasarte. En 1982 la Diputación de Guipúzcoa se pronunció favorable a la inmediata constitución del Ayuntamiento de Lasarte-Oria y pidió que se concluyera cuanto antes el expediente de desanexión que se estaba elaborando. Las negociaciones duraron años, pero condujeron finalmente a que los municipios de Hernani y Urnieta, donde una parte significativa de su población vivía en Lasarte y en Oria, aceptaran la escisión, no así los municipios de Usúrbil y San Sebastián. En este caso estos municipios se negaron a ceder el terreno adyacente a Lasarte y a Oria que les pertenecía, en el primer caso el barrio de Txikierdi donde se ubicaban parte de las instalaciones de la fábrica de Michelin y la estación de tren de Lasarte; en el segundo caso los terrenos de Zubieta adyacentes a Lasarte y a Oria, con el Hipódromo. Estos territorios poseían elementos (la fábrica de Michelín, el hipódromo) que estos ayuntamientos no estaban dispuestos a ceder. En el caso de Zubieta, además, la población no compartía su anexión a una población a la que nunca habían pertenecido. Andoáin, a quien se le pedía ceder una pequeña porción de territorio, formado principalmente por monte, sí aceptó la desanexión. 
En enero de 1985 el Ayuntamiento Provisional de Lasarte-Oria convocó una consulta popular que tuvo sin embargo una alta abstención. Esta abstención se achacó a que la desanexión propuesta contemplaba únicamente territorio de Andoáin, Hernani y Urnieta, dejando para un hipotético futuro acuerdo la anexión de los territorios que algunos lasarteoriatarras reclamaban en Zubieta y Txikierdi. Aquellos favorables a la creación del municipio pero que no estaban conformes con el acuerdo alcanzado optaron por la abstención. En cualquier caso la votación se saldó con un abrumador apoyo a la creación del municipio. De los algo menos de 5000 votos emitidos, el Sí obtuvo más del 98% (4740 Síes, 75 Noes). La creación del municipio contaba con un amplio apoyo popular que abarcaba la totalidad del arco político, ideológico y social de Lasarte-Oria; siendo solo significativa la oposición de los baserritarras (campesinos) que vivían en la zona rural que iba a ser integrada en el nuevo municipio y que sí se sentían vinculados a Hernani o Urnieta.
A finales de 1985 los Plenos de Urnieta, Hernani y Andoáin acordaron la desanexión de Lasarte-Oria. El 15 de febrero de 1986 se celebró la sesión constitutiva de la Comisión gestora del Ayuntamiento de Lasarte-Oria, designándose como Presidente a la socialista Ana Urchueguía. Lasarte-Oria ya era, al fin, municipio independiente. Urchueguía, elegida ya en las municipales de 1987 fue la primera alcaldesa de Lasarte-Oria y permaneció en el cargo hasta su dimisión en 2010.
Aunque todavía mucha gente denomina el pueblo como Lasarte, debemos recordar que lo adecuado es Lasarte-Oria ya que esta denominación que adoptó el nuevo municipio de Lasarte-Oria al constituirse obedecía a una situación histórica real y contrastada de la existencia en enclaves contiguos de dos núcleos: Oria y Lasarte. Oria y Lasarte se fusionan voluntariamente y constituyen Lasarte-Oria.

## Economía
Lasarte-Oria es un municipio urbano, con un peso abrumador de los sectores industrial y servicios.
La principal industria del municipio es la fábrica de neumáticos Michelin, situada a caballo entre Lasarte-Oria y Usúrbil. También hay un polígono industrial en la zona de Oria, que cuenta con varias empresas de tamaño medio.
Según el Catálogo Industrial Vasco las siguientes empresas del municipio superan los 50 trabajadores:
- Jesús María Aguirre (JEMA): equipos de electrónica de potencia. Pertenece al Grupo Irizar
- Michelin España-Portugal: neumáticos de motocicleta
- Talleres Protegidos Gureak: montaje de piezas y empaquetado
- Tudefrigo: transportes internacionales frigoríficos

Merece destacar el centro comercial Urbil, inaugurado en 2000, situado en el municipio de Usúrbil, pero cerca de Lasarte-Oria y donde trabajan numerosos lasarteoriatarras.

## Administración y política
En las elecciones de 2007, el PSE-EE fue el partido más votado, siendo hasta entonces, el único partido que había gobernado en este municipio. Acción Nacionalista Vasca (ANV), que posteriormente sería ilegalizada, se colocó como segunda fuerza política, pero a mucha distancia del PSE-EE, habiendo obtenido 3 de los 17. El Partido Nacionalista Vasco obtuvo 2 concejales, la Plataforma Ciudadana de Lasarte-Oria (PCLO), el Partido Popular, la coalición entre Ezker Batua y Aralar, y Eusko Alkartasuna consiguieron 1 edil cada uno de ellos. 
El 10 de julio de 2008, el pleno del Ayuntamiento de Lasarte-Oria aprobó la disolución del grupo de ANV en relación con el auto del juez Baltasar Garzón que ordenaba la suspensión de actividades de dicha formación. Desde ese instante, los miembros del grupo disuelto son considerados concejales no adscritos.
Hasta 2010, Lasarte-Oria sólo había conocido a una alcaldesa, la socialista Ana M.ª Urchueguía Asensio del PSE-EE, que fue la máxima regidora de la localidad durante 24 años. Sus inicios comenzaron cuando fue designada presidenta de la Comisión Gestora que gobernó el municipio desde su creación en 1986 hasta las elecciones municipales de 1987; cuando fue elegida alcaldesa, habiendo estado en su cargo durante cinco legislaturas consecutivas y buena parte de la sexta. 
Ana Urchueguía renunció a la alcaldía de Lasarte-Oria tras haber sido designada delegada del Gobierno Vasco en Chile y Perú.
El 5 de marzo de 2010, Jesús María Zaballos de Llanos del PSE-EE fue elegido nuevo alcalde de Lasarte-Oria. Se convirtió así en el segundo regidor de la reciente historia de la localidad y primer hombre en ostentar este cargo. La elección se llevó a cabo con el voto a favor de los 8 concejales de su grupo, votando en blanco los 9 concejales de la oposición. Era además uno de los alcaldes más jóvenes de Guipúzcoa, al contar con 28 años de edad.
El 11 de junio de 2011 se hace con el ayuntamiento, después de 25 años de mandato ininterrumpido del PSE-EE, la coalición independentista Bildu con el apoyo del PNV y la Plataforma Ciudadana de Lasarte-Oria siendo su nuevo alcalde Pablo Barrio. Los concejales del PNV tenían instrucciones de su directiva de votar a su propio candidato, siendo Lasarte-Oria el único municipio del País Vasco donde las incumplieron.
En las elecciones celebradas el 24 de mayo de 2015, el PSE-EE, con Jesús Zaballos como candidato a la alcaldía, volvió a ser la lista más votada, obteniendo 7 concejales. En el pleno de investidura el PSE-EE recuperó la alcaldía al obtener 7 votos frente a los 4 obtenidos por el anterior alcalde de Bildu, Pablo Barrio. La candidatura cercana a Podemos votó a su candidato, al igual que el PP. En esta ocasión el PNV votó en blanco, conforme al pacto global suscrito entre el PSE-EE y el PNV a nivel de Euskadi.
En las elecciones municipales del domingo 26 de mayo de 2019, el PSE-EE, repitiendo en su candidatura como alcaldable con Jesús Zaballos, aumentó en número de concejales, llegando a tener 8 ediles, uno más que la legislatura 2015-2019. EH-Bildu, liderada por Jon Martin, se mantuvo con 4 concejalas y concejales, EAJ-PNV subió un concejal, obteniendo 3, la lista vinculada al partido político de Podemos, bajó de 3 ediles a 2 y finalmente, el Partido Popular, dejó de tener representación política en el consistorio. 
En la primera sesión plenaria, de constitución de la nueva corporación, Jesús Zaballos (PSE-EE) fue el candidato con mayor de votos obtenidos (8), por delante de Jon Martín (4) y David Ares (2). El grupo local de EAJ-PNV se abstuvo. 
Dimisión de Jesús Zaballos y nuevo alcalde: Agustín Valdivia
A finales del 2019, y tras dos meses de baja por motivos personales, el 12 de diciembre, Jesús Zaballos presentó su dimisión como alcalde y posteriormente, como concejal, dejando atrás su trayectoria política en el ayuntamiento de Lasarte-Oria. En sustitución de Jesús Zaballos, el PSE-EE presentó como candidato a alcalde en el pleno extraordinario del 20 de diciembre al segundo teniendo de alcalde, Agustín Valdivia, que resultó elegido como candidato de la lista más votada.
En las elecciones celebradas el 28 de mayo de 2023 el PSE-EE (PSOE) vuelve a ganar las elecciones siendo elegido Agustín Valdivia alcalde de Lasarte-Oria. En julio el PSE-EE (PSOE) y EAJ-PNV llegan a un acuerdo de gobierno para el mandato 2023-2027.
| Periodo   | Nombre                     | Partido | Partido                                                       |
| --------- | -------------------------- | ------- | ------------------------------------------------------------- |
| 1986-2010 | Ana M.ª Urchueguía Asensio |         | Partido Socialista de Euskadi-Euskadiko Ezkerra (PSE-EE PSOE) |
| 2010-2011 | Jesús María Zaballos       |         | Partido Socialista de Euskadi-Euskadiko Ezkerra (PSE-EE PSOE) |
| 2011-2015 | Pablo Barrio Ramírez       |         | Bildu                                                         |
| 2015-2019 | Jesús María Zaballos       |         | Partido Socialista de Euskadi-Euskadiko Ezkerra (PSE-EE PSOE) |
| 2019-act. | Agustín Valdivia Calvo     |         | Partido Socialista de Euskadi-Euskadiko Ezkerra (PSE-EE PSOE) |

| Partido político                                              | 2023  | 2023       | 2019  | 2019       | 2015  | 2015       | 2011  | 2011       |
| Partido político                                              | %     | Concejales | %     | Concejales | %     | Concejales | %     | Concejales |
| Partido Socialista de Euskadi-Euskadiko Ezkerra (PSE-EE PSOE) | 40,49 | 7          | 42,42 | 8          | 37,54 | 7          | 35,02 | 7          |
| Euskal Herria Bildu (EH Bildu)-Bildu                          | 29,18 | 5          | 25,87 | 4          | 25,08 | 4          | 24,12 | 5          |
| Euzko Alderdi Jeltzalea-Partido Nacionalista Vasco (EAJ-PNV)  | 16,11 | 3          | 16,84 | 3          | 15,14 | 2          | 12,14 | 2          |
| Elkarrekin Podemos-Ahal du Lasarte-Oria Puede (ADLOP)         | 6,99  | 1          | 10,59 | 2          | 15,69 | 3          | —     | —          |
| Partido Popular del País Vasco (PP)                           | 5,67  | 1          | 4,23  | 0          | 5,06  | 1          | 8,73  | 1          |
| Plataforma Ciudadana de Lasarte-Oria (PCLO)                   | —     | —          | —     | —          | —     | —          | 10,90 | 2          |

## Demografía
Lasarte-Oria cuenta con una población de 19 312 habitantes (INE 2024).
| Gráfica de evolución demográfica de Lasarte-Oria entre 1991 y 2021 |
| |
| Población de derecho según los censos de población del INE Población de hecho según los censos de población del INEEntre el censo de 1991 y el anterior, aparece este municipio porque se segrega del municipio Urnieta |

Es un municipio pequeño; gran parte su terreno es suelo urbano, lo que le convierte en uno de los municipios con mayor densidad de población de Guipúzcoa.
| 1986   | 1996   | 2000   | 2005   | 2006   | 2008   | 2009   | 2013   | 2014   | 2015   | 2016   | 2019   | 2021   |
| ------ | ------ | ------ | ------ | ------ | ------ | ------ | ------ | ------ | ------ | ------ | ------ | ------ |
| 18 000 | 17 861 | 17 561 | 17 646 | 17 582 | 17 694 | 17 782 | 18 024 | 18 082 | 18 093 | 18 152 | 18 380 | 18 893 |

Actualmente solo el 35 % de la población de Lasarte-Oria ha nacido fuera del País Vasco, siendo natural de otras regiones de España (el porcentaje de extranjeros es todavía muy pequeño). Este porcentaje supera ampliamente el 50 % en aquellos sectores de edad superiores a los 50 años, mientras que es muy pequeño entre los jóvenes, que en su mayor parte han nacido en Lasarte-Oria o en la comarca. El hecho de que buena parte de los lasarteoriatarras tengan antecedentes familiares procedentes de fuera del País Vasco, la tradición obrera y fabril del municipio y el gran peso que tuvo el partido socialista en la creación del municipio, han determinado que Lasarte-Oria sea el feudo socialista de Guipúzcoa por excelencia y uno de los municipios de la provincia donde menos peso tiene el nacionalismo vasco.

## Cultura
El principal equipamiento cultural de Lasarte-Oria es la Casa de Cultura Manuel Lekuona, propiedad del municipio. Esta casa de cultura dispone de un auditorio con capacidad para más de 500 personas, sala de exposiciones, biblioteca pública, una sala de conferencias para 150 personas, bar y una sala de danza, entre otras dependencias. Se inauguró en 1993 y ocupa el lugar de unos antiguos cines. Entre las actividades que se realizan en la casa de cultura a lo largo del año hay teatro, danza, cine, conciertos, congresos conferencias, exposiciones, etc.

### Patrimonio
En el mismo centro urbano, es de interés el Convento de las RRMM Brígidas (1675) (Monumento Declarado) y el conjunto de viviendas que lo rodean.

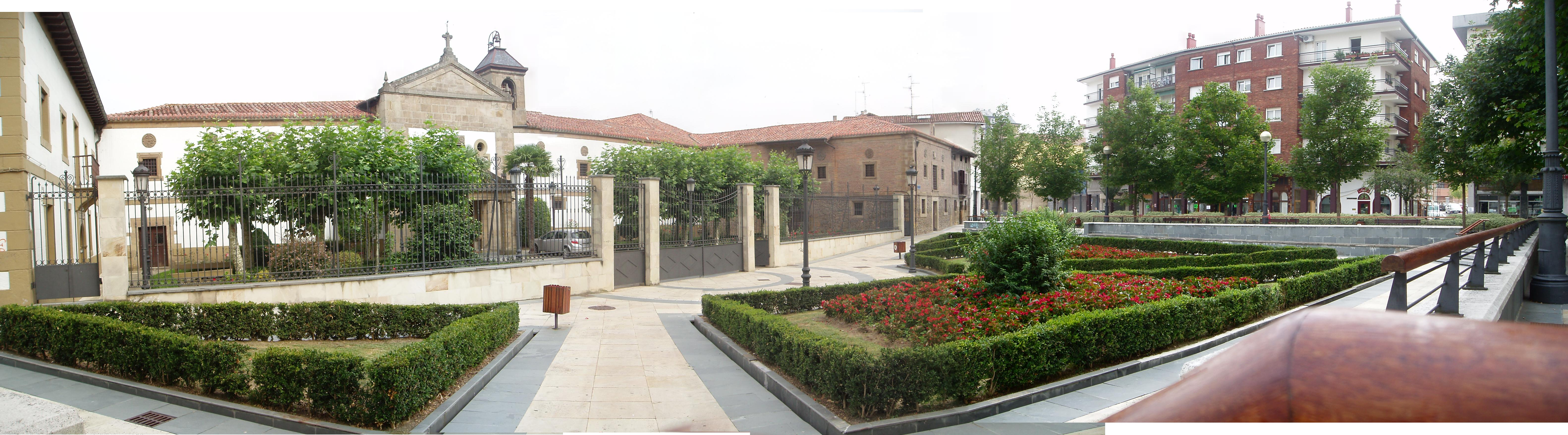
Plaza de las Brígidas

### Gastronomía
En Lasarte-Oria se encuentra el prestigioso restaurante de Martín Berasategui, uno de los trece restaurantes en España que poseen actualmente tres estrellas en la Guía Michelin.

### Deporte
Lasarte-Oria tiene una importante tradición de competiciones deportivas.
La disciplina deportiva con mayor tradición en el pueblo es el de las Carreras de caballos. En 1916 fue inaugurado el Hipódromo de San Sebastián, situado a unos cientos de metros del centro de Lasarte-Oria, aunque en la orilla opuesta del río Oria y situado en el barrio donostiarra de Zubieta. En cualquier caso, por su cercanía a Lasarte-Oria, el hipódromo es conocido también como Hipódromo de Lasarte. Casi 90 años después de su construcción, se siguen celebrando carreras de caballos durante la temporada de verano. Aunque la importancia del hipódromo como centro de la vida social donostiarra ha disminuido y ya no es lugar de encuentro de la alta sociedad, como lo fuera en la primera mitad del siglo XX; sigue congregando numerosos aficionados durante las tardes dominicales de verano. La existencia del hipódromo propicia además la existencia de varias cuadras en el entorno de Lasarte-Oria.
Otro deporte con gran tradición es el atletismo y más concretamente el cross. En el recinto del hipódromo se celebra desde hace cinco décadas el Cross Internacional de San Sebastián. Entre los ganadores del mismo se encuentran figuran como Emil Zátopek o Mariano Haro. A finales de año, el último domingo de octubre, se celebra otro cross, este de carácter popular, en Lasarte-Oria el Cross Lasarte-Oria Bai.
Durante las décadas de 1920 y 1930 se disputaron en Lasarte-Oria competiciones de automovilismo. El Circuito de Lasarte fue sede del Gran Premio de España en 10 ocasiones, interrumpiéndose para siempre la realización de estas competiciones en Lasarte-Oria por la Guerra Civil. El Circuito de Lasarte era un circuito por carreteras que atravesaba entre otras poblaciones la propia Lasarte-Oria, Andoáin, Urnieta y Hernani. La meta, la tribuna principal y los boxes se encontraban entre Lasarte y Oria, por aquel entonces núcleos todavía separados Parte del antiguo circuito situada en Lasarte-Oria recibe actualmente el nombre del Paseo del circuito (Zirkuito Ibilbidea).
Otro deporte con tradición en Lasarte-Oria es el golf. Lasarte fue el lugar en el que se ubicó originalmente el Real Golf Club de San Sebastián entre 1910 y 1969, hasta que se trasladó a su actual ubicación en Fuenterrabía. El campo de golf de Lasarte se ubicaba en la parte más septentrional del actual municipio a caballo entre los términos municipales de Usúrbil y Hernani (este último espacio, actual municipio de Lasarte-Oria), ocupando terrenos del actual barrio de Atsobakar y del vecino parque homónimo, además del municipio de Usúrbil. Dos plazas de dicho barrio (Golf Plaza y Plaza del Caddie) recuerdan este hecho. A pesar de que de trataba en aquel entonces de un deporte muy elitista, muchos lasarte-oriatarras entrados ya en años trabajaron en su juventud como caddies del campo, lo que explicaría por qué existe bastante afición a este deporte en el municipio. De hecho actualmente existe un club federado de golf en el municipio, el Caddies Club Lasarte-Oria que con cerca de 100 socios y aunque carece de campo propio, mantiene la tradición de este deporte en Lasarte-Oria.

#### Clubes deportivos
- A.D.Eguzki Areto Futbola:
- A.D.Zubia Areto Futbola:
- Club Deportivo Easo Bardokas: club de tiro olímpico.
- Club Deportivo Senshu: club de karate y kempo.
- Caddies Club Lasarte-Oria: club de golf.
- Club Deportivo Lasarte-Oria/ Lasarte-Oria Kirol Elkartea: Fue fundado en 1987 al poco de crearse el municipio. Tiene secciones deportivas de atletismo, baloncesto, ciclismo, fútbol, gimnasia, judo, tenis y tenis de mesa.
- Ostadar K.F.:
- Club de Fútbol Texas Lasartearra: club de fútbol.

Clubes desaparecidos: 
- Batasuna Kultur Kirol Taldea: club dedicado al montañismo y al cicloturismo. Fundado en 1977, desapareció en 2008, siendo sus secciones deportivas absorbidas por el Ostadar.[11]

### Fiestas
- Las fiestas patronales se celebran por San Pedro, el día 29 de junio. Una tamborrada suele recorrer el municipio.
- Otra festividad de tradición popular en Lasarte-Oria es la de Sta. Ana, el 26 de julio, en la que el acto principal es la parodia de Santa Ana, un teatro popular que se realiza en la calle en la tarde-noche del 26 de julio y en el que se «juzga» a dos «reos» por todas las cosas malas que ocurren en el pueblo, acaban siendo condenados y quemados.
- En Oria viejo se celebran las fiestas el 16 de julio, festividad de la Virgen del Carmen.
- También en la zona de Oria, en Basaundi Bailara, antes barrio de la Esperanza, tradicionalmente se celebran las fiestas el 31 de julio, día de san Ignacio de Loyola

### Ocio
Situado en el enclave Donostiarra de Zubieta pero cercano a Lasarte-Oria se encuentra el hipódromo, propiedad del Ayuntamiento de San Sebastián. Son recomendables los paseos por los montes cercanos, en bicicleta o incluso a caballo (existe un alquiler de caballos o de carros tirados por caballos junto al hipódromo).